# Ascona (Santo Stefano d'Aveto)
Ascona è una frazione del comune di Santo Stefano d'Aveto nella val d'Aveto.

## Geografia fisica
È situata nell'Appennino ligure, al confine con la provincia di Piacenza, alle pendici del monte di Mezzo (1322 metri). La maggior parte della popolazione è anziana, fattore che peraltro connota l'intera valle del fiume Aveto. Curioso è il suo toponimo, il quale potrebbe essere derivante da un antico dialetto, "ascona" = "ascusa", ossia nascosta.
Infatti il paese, a differenza di molti altri, è visibile solo da punti strategici o dalla montagna opposta al paesino, separata solamente dal fiume Aveto che passa sottostante dividendo naturalmente i due monti. Ascona non è visibile da nessun altro paese se non da Vicosoprano e Vicomezzano.
Proprio per la sua locazione critica, al confine tra il Ducato di Parma e Piacenza ed il Regno di Sardegna, che in mezzo al paese esiste una casa, oggi adibita ad abitazione privata, che venne costruita nel XIX secolo come dogana ed è conosciuta ancora oggi con il nome di caserma.

## Storia
Nel 1423 assieme a Torrio passò ai Malaspina e nel marchesato di Gambaro e nel Ducato di Parma e Piacenza.
Dopo il periodo napoleonico nel 1815 Ascona, con una parte del comunello di Torrio con confine il punto di dogana di Pietra-Sorello, entrò a far parte del Regno di Sardegna, dapprima inserita con Caselle, Cornaleto, Pareto, Pievetta, Torrini nella provincia di Bobbio, poi dopo il 1859 e l'Unità d'Italia nel Circondario di Bobbio assegnato alla nuova provincia di Pavia, quindi dal 1923 al 1926 nel Circondario di Chiavari della provincia di Genova.

## Monumenti e luoghi d'interesse

### Architetture religiose

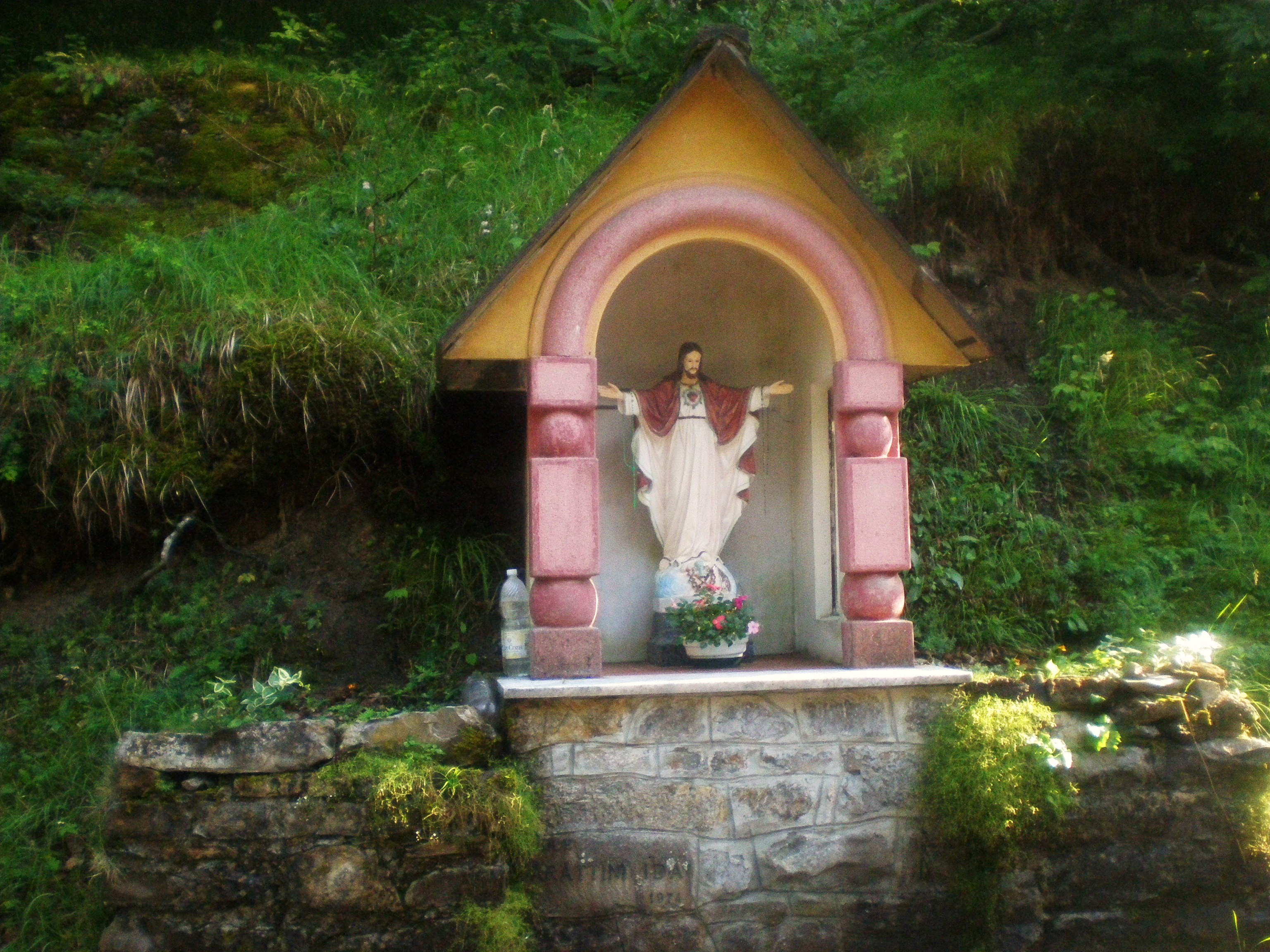
La cappella dedicata al Sacro Cuore di Ascona

- Chiesa parrocchiale di San Bernardo di Mentone. La chiesa di Ascona è l'unico edificio a pianta a croce greca esistente nel territorio della valle;
- Altro monumento importante per il luogo, datato 1974, è la cappella dedicata al Sacro Cuore di Gesù situata sulla carrozzabile che porta ad Ascona. Come scritto sulla targa commemorativa una donna, Barattini Ida, volle la costruzione di quella cappella proprio nel luogo da cui per la prima volta sulla carrozzabile si intravede fra gli alberi il paese. Anche questa cappella è meta di sosta e preghiera, soprattutto fra gli anziani del luogo che nei pomeriggi di sole si recano a piedi a questa cappella per porre fiori e recitare il rosario.

## Cultura

### Eventi
Il paese è meta di numerosi turisti e villeggianti nel periodo estivo, in cui molte sono le manifestazioni organizzate a favore della comunità, come momenti di ballo o intrattenimento la sera e la caratteristica Sagra della polenta nel prato denominato "Pozzo", distante circa 1 km e raggiungibile dalla carrozzabile che porta al paese.
Alcuni dei villeggianti, specialmente i più anziani, vi restano fino alla terza domenica di settembre, quando la comunità si riunisce in festa in onore della Madonna Addolorata. 
Tale festa è molto sentita dagli abitanti e dai villeggianti, nonché da tutta la valle.
Durante la Novena viene posta sull'arca processionale la statua della Madonna e si recita il Rosario la sera. La notte della vigilia, dopo la messa in onore della Madonna, c'è la serata danzante o l'esibizione di un coro polifonico, seguito da uno spettacolo pirotecnico. 
Il giorno della Solennità, che si celebra la terza domenica di settembre, è caratterizzato da Sante Messe solenni, dalla Processione che segue la Messa solenne delle ore 16, e dal bacio della reliquia, un pezzo di mantello che la storia del paese e la tradizione vuole fosse appartenuto alla Vergine. 
In tale occasione poi viene organizzata dal circolo del Paese denominato "La Tana" la sagra della Piadina romagnola, con la collaterale lotteria a premi.

## Galleria d'immagini

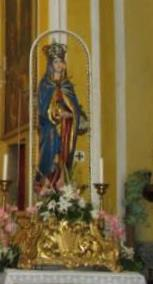
La statua processionale della Madonna Addolorata nell'arca processionale
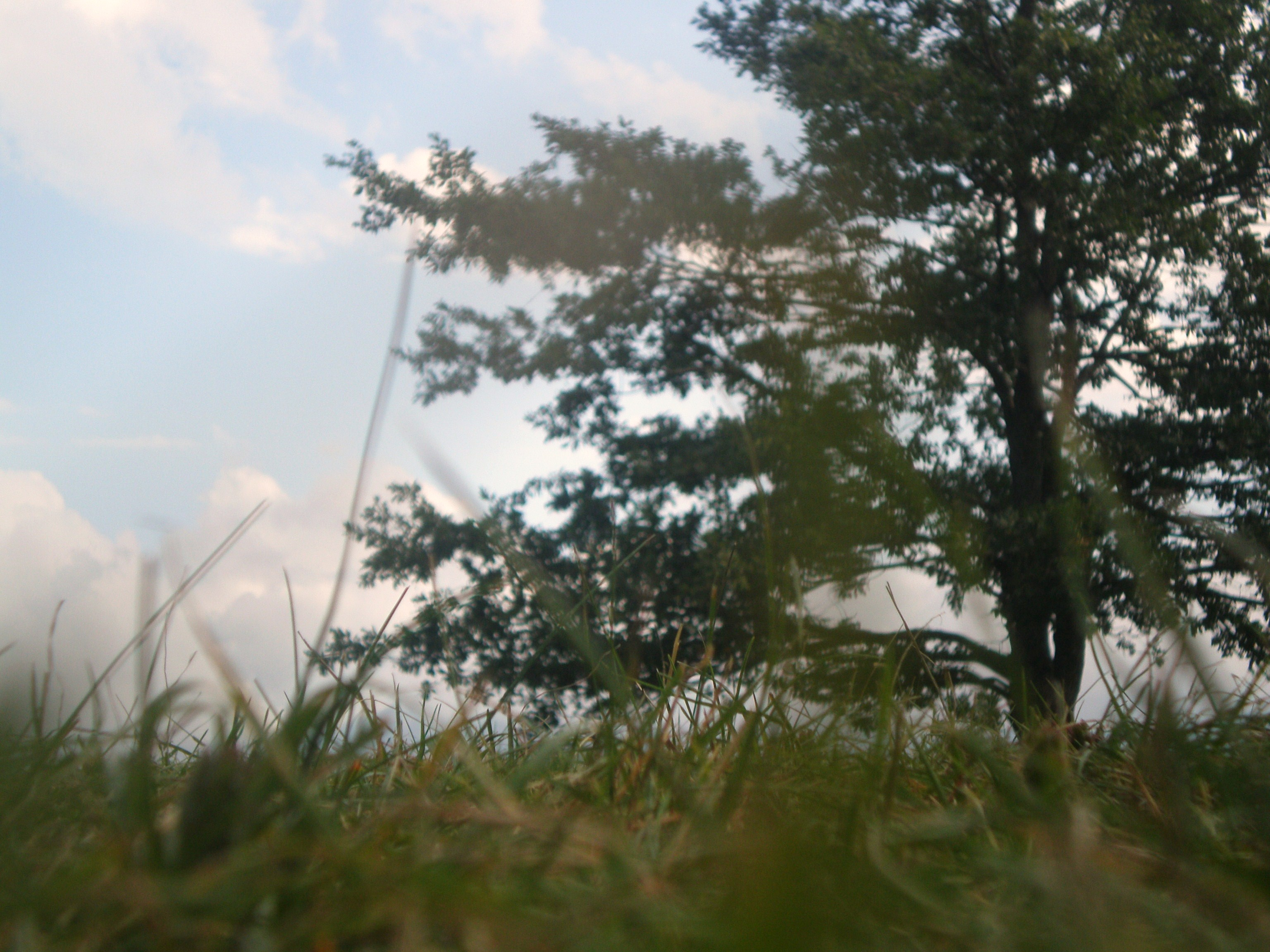
Il prato di "pozzo"